# Cratoptera
Cratoptera là một chi bướm đêm thuộc họ Geometridae.

## Các loài
- Cratoptera apicata Warren, 1894
- Cratoptera vestianaria Herrich-Schäffer, [1855]